# Меухедет (лікарняна каса)
Лікарняна каса «Меухедет» (івр. ‏‏קופת חולים מאוחדת‎) — третя за величиною лікарняна каса в Ізраїлі, яка обслуговує понад мільйон клієнтів по всій країні.
Лікарняна каса Меухедет була створена 1974 року шляхом об'єднання двох колишніх лікарняних кас — Амам і Мерказ. Лікарняна каса Амам була заснована 1931 року громадською організацією Гадаса для обслуговування Асоціації фермерів Ізраїлю і Національного об'єднання працівників сільського господарства для надання медичних послуг першим поселенцям. Інша ж каса, Мерказ, була створена п'ятьма роками пізніше (1935 року) для надання медичних послуг індивідуальним підприємцям і найманим працівникам у містах. Пізніше до неї приєдналися також представники вільних професій.
у структурі Меухедет налічується чотири окружних управління і понад 300 поліклінік по всій країні, при більшості з яких працюють лабораторії. У касі працює 4000 лікарів, вона володіє десятками аптек і надає найрізноманітніші послуги, такі як медична візуалізація (рентген, ультразвукові обстеження, мамографія), клініка дитячого розвитку, фізіотерапія, клініка жіночого здоров'я, лікування діабету і серцевих захворювань в десятках медичних центрів, розташованих по всьому Ізраїлю